# Giải của Hội phê bình phim online cho phim hoạt hình hay nhất
Giải của Hội phê bình phim online cho phim hoạt hình hay nhất là một giải của Hội phê bình phim online dành cho phim hoạt hình được bầu chọn là hay nhất trong năm. Giải này được lập ra từ năm 2001.
Dưới đây là danh sách các phim đoạt giải:

### Thập niên 2000
| Năm  | Phim                                             | Đạo diễn                      |
| ---- | ------------------------------------------------ | ----------------------------- |
| 2001 | Shrek                                            | Andrew Adamson & Vicky Jenson |
| 2002 | Spirited Away (Sen to Chihiro no kamikakushi)    | Hayao Miyazaki                |
| 2003 | Finding Nemo                                     | Andrew Stanton                |
| 2004 | The Incredibles                                  | Brad Bird                     |
| 2005 | Wallace and Gromit: The Curse of the Were-Rabbit | Steve Box & Nick Park         |
| 2006 | A Scanner Darkly                                 | Richard Linklater             |
| 2007 | Ratatouille                                      | Brad Bird                     |
| 2008 | WALL-E                                           | Andrew Stanton                |

Bản mẫu:Online Film Critics Society Awards